# Augustin Nicolas Gilbert
Augustin Nicolas Gilbert (Buzancy, 15 febbraio 1858 – 4 marzo 1927) è stato un medico francese.
Si laureò all'Università di Parigi e lavorò come interno all'Hôtel-Dieu de Paris. In seguito divenne professore di terapeutica (1902) e medicina clinica (1905) presso l'Hôtel-Dieu.
Gilbert è noto per le sue ricerche su malattie del sangue, diabete, sifilide, cirrosi e altri disturbi. Pubblicò molti articoli e libri su un'ampia gamma di argomenti medici. Con Jean Alfred Fournier (1832-1914) pubblicò Bibliothèque rouge de l'étudiant en médecine, e con Paul Camille Hippolyte Brouardel (1837-1906) il Traité de médecine et de Thérapeutique in 10 volumi. Inoltre, con il neurologo Maurice Villaret (1877-1946) condusse ampie ricerche sull'ipertensione portale.
Gilbert viene ricordato per la sua descrizione di una causa ereditaria piuttosto comune dell'iperbilirubinemia. Oggi questo disturbo è conosciuto come sindrome di Gilbert e si ritiene che sia causato da una mancanza dell'enzima glucuronosiltransferasi.